# Boys Republic
Cette page contient des caractères spéciaux ou non latins. S’ils s’affichent mal (▯, ?, etc.), consultez la page d’aide Unicode.
Boys Republic (hangeul : 소년공화국) est un boys band sud-coréen de K-pop, originaire de Séoul, actif entre 2013 et 2018. Formé sous Universal Music (également dirigé par Happy Tribe Entertainment), le groupe est composé de Onejunn, Sunwoo, Sungjun, Minsu et Suwoong. Ils débutent le 5 juin 2013 avec le single, Party Rock.

## Histoire
Avant leurs débuts à la mi-2013, Boys Republic, en tant que groupe, reçoit deux ans de formation sous Universal Music Group et Jung Hae IK de Happy Tribe Entertainment, qui aide à produire des idoles de première génération comme God, H.O.T., et S.E.S. Les garçons sont formés au chant, à la danse, au jeu d'acteur, ainsi qu'aux langues et cultures d'autres pays. Pour renforcer la pertinence du groupe à l'échelle mondiale, le conseiller musical en chef, producteur et compositeur Keun Tae Park collabore avec Dsign Music, la société norvégienne d'écriture et de production de chansons qui a écrit des chansons pour TVXQ, Girls' Generation et Exo.
En mars 2013, trois mois avant leurs débuts officiels, Boys Republic est choisi comme PR pour Jeju Air 2013, le premier endossement du groupe avec leur chanson de marque Jeju Air, Orange Sky,.
Boys Republic fait ses débuts avec le premier single, Party Rock. Après sa sortie, la chanson a atteint la première place du classement iTunes en Indonésie, aux Philippines, à Singapour et en Thaïlande. Le 2 juin, le groupe se produit sur sa toute première scène devant une foule de près de 20 000 fans de K-POP au Japon lors du K-POP Festival 2013 Live à Kumamoto. En juin et juillet, SBS MTV diffuse l'émission de téléréalité en huit épisodes du groupe, Rookie King : Boys Republic. Le groupe accepte son deuxième contrat de promotion et devient le nouveau visage de Michiko London Koshino 2013.
Après des débuts réussis, le groupe fait son retour avec son premier EP, Identity, le 8 octobre, avec des contributions écrites du leader du groupe, Onejunn. Ils tiennent leur premier showcase national pour leur retour à Ilchi Art Hall, à Séoul. La chanson-titre de leur EP, You Are Special, atteint la première place du classement KKBOX en Malaisie en 2013. Ils sont élus par les fans pour clôturer l'U.O.X. 2013 organisé par Celcom en Malaisie. Boys Republic fait ses débuts officiels en Malaisie la semaine suivante avec leur showcase I'm Ready à Kuala Lumpur.
Ils sont nommés ambassadeurs 2014 de la Fédération coréenne de la jeunesse pour promouvoir les activités de développement de la jeunesse menées par les écoles et les institutions de formation des jeunes.
Le 5 janvier 2017, Boys Republic poursuit ses promotions au Japon en publiant le single Closer. En août 2017, il est annoncé que tous les membres du groupe participeraient à l'émission KBS Idol Rebooting The Unit.
Le 12 septembre 2018, Boys Republic et leur agence conviennent d'une cessation de leurs activités indéfiniment après leur dernier live le 30 septembre.

## Membres

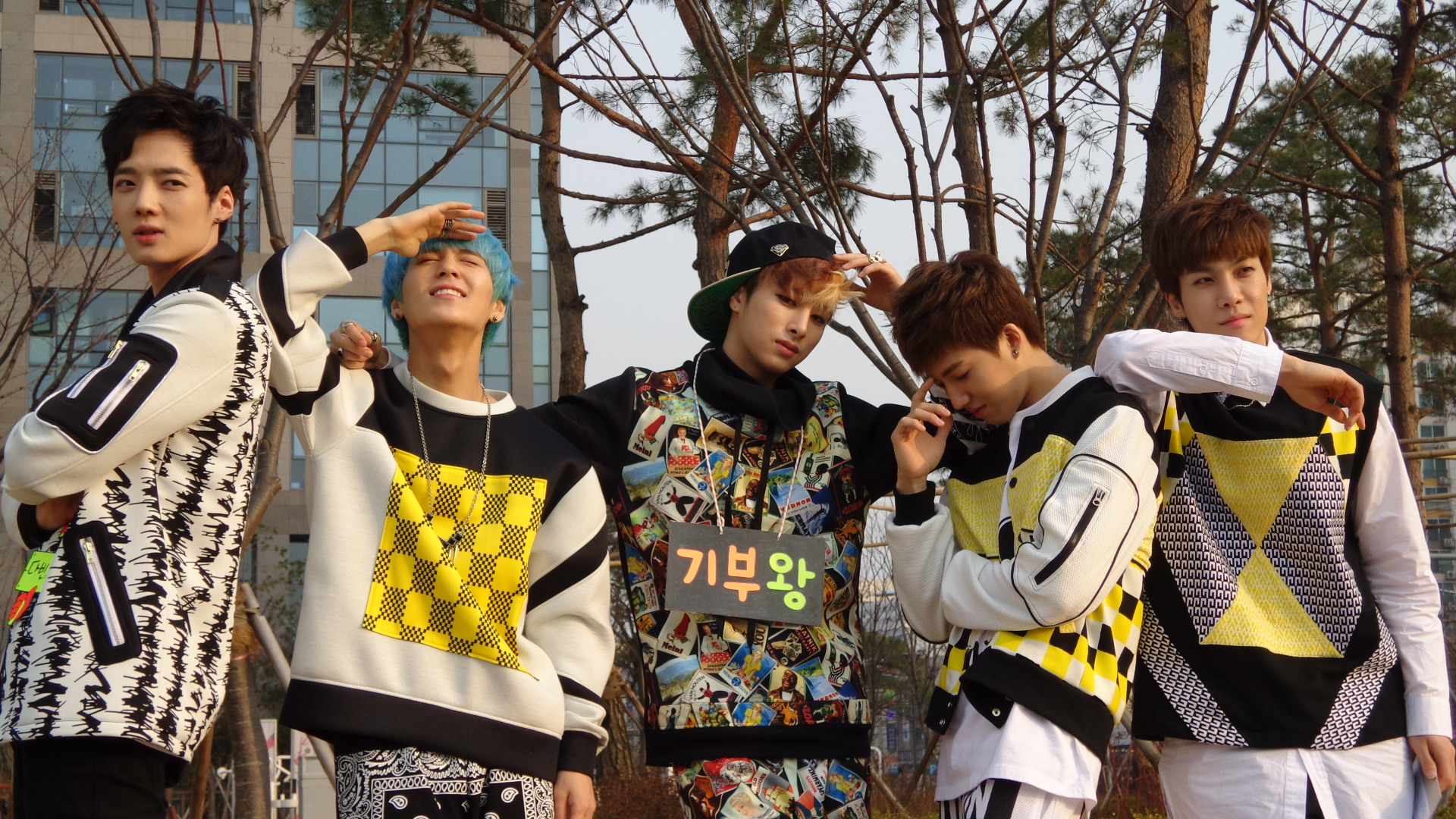
De gauche à droite : Sunwoo, Suwoong, Minsu, Sungjun et Onejunn.

- Onejunn (Jo Wonjun 조원준) - leader et de chanteur[16].
- Choi Sunwoo (최선우) - chant[17].
- Park Sungjun (박성준) - danse, rap[18].
- Kim Minsu (김민수), il possède une position de danseur et de rappeur[19].
- Lee Suwoong (이수웅) - chant, danse, maknae (plus jeune)[20].

## Discographie

### Albums studio
| 1. | Dress Up                |  |
| 2. | Dress Up (instrumental) |  |

| 1. | Hello                    |  |
| 2. | Hello (acoustic version) |  |
| 3. | Hello (instrumental)     |  |

### EP
| 1. | I'm Ready (Intro)                             |  |
| 2. | 넌 내게 특별해 (You Are Special)              |  |
| 3. | 뭐하러 (What Up)                              |  |
| 4. | L.I.U                                         |  |
| 5. | 전화해 집에 (Party Rock)                      |  |
| 6. | Special Girl                                  |  |
| 7. | Orange Sky (Jeju Air brand song; titre bonus) |  |

| 1. | 진짜가 나타났다 (The Real One) |  |
| 2. | 인형 (Like a Doll)             |  |
| 3. | Pump                           |  |
| 4. | 가운데 (Round)                 |  |
| 5. | 몽유 (Somnambulance)           |  |
| 6. | 예쁘게 입고 나와 (Dress Up)    |  |
| 7. | Video Game                     |  |

| 1. | Get Down                                       |  |
| 2. | 지켜만 봐 (Eyes on Me)                         |  |
| 3. | V.I.P                                          |  |
| 4. | 널 위했던 노래 (A Song for You) (Onejunn solo) |  |
| 5. | Get Down (instrumental)                        |  |

### Compilations
| No  | Titre                            | Durée |
| --- | -------------------------------- | ----- |
| 1.  | 진짜가 나타났다 (The Real One)   |       |
| 2.  | 전화해 집에 (Party Rock)         |       |
| 3.  | Pump                             |       |
| 4.  | 넌 내게 특별해 (You Are Special) |       |
| 5.  | Special Girl                     |       |
| 6.  | 인형 (Like a Doll)               |       |
| 7.  | Hello                            |       |
| 8.  | 예쁘게 입고 나와 (Dress Up)      |       |
| 9.  | L.I.U                            |       |
| 10. | Video Game                       |       |
| 11. | Hello (Version japonaise)        |       |

| No  | Titre                                   | Durée |
| --- | --------------------------------------- | ----- |
| 1.  | 전화해 집에 (Party Rock) (clip)         |       |
| 2.  | 전화해 집에 (Party Rock) (clip dance)   |       |
| 3.  | 넌 내게 특별해 (You Are Special) (clip) |       |
| 4.  | L.I.U (clip)                            |       |
| 5.  | Orange Sky (clip)                       |       |
| 6.  | Video Game (story music video)          |       |
| 7.  | 전화해 집에 (Party Rock) (clip dance)   |       |
| 8.  | 예쁘게 입고 나와 (Dress Up) (clip)      |       |
| 9.  | 진짜가 나타났다 (The Real One) (clip)   |       |
| 10. | Hello (clip)                            |       |
| 11. | Story of Boys Republic                  |       |

### Singles
| Titre | Année  | Meilleure position | Meilleure position | Album                           |
| Titre | Année  | COR                | JPN Oricon         | Album                           |
| Coréen                                                                                                   | Coréen | Coréen             | Coréen             | Coréen                          |
| --- | ------ | ------------------ | ------------------ | ------------------------------- |
| 전화해 집에 (Party Rock)                                                                                 | 2013   | 120                | —                  | Identity                        |
| 넌 내게 특별해 (You Are Special)                                                                         | 2013   | 167                | —                  | Identity                        |
| Video Game                                                                                               | 2014   | 246                | —                  | Real Talk                       |
| 예쁘게 입고 나와 (Dress Up)                                                                              | 2014   | 164                | —                  | Real Talk                       |
| 진짜가 나타났다 (The Real One)                                                                           | 2014   | 282                | —                  | Real Talk                       |
| Hello | 2015   | 213                | —                  | Shonen Kyōwakoku 2013-2015 Best |
| Get Down                                                                                                 | 2016   | —                  | —                  | BR: Evolution                   |
| Japonais                                                                                                 |        |                    |                    |                                 |
| Only Girl                                                                                                | 2016   |                    |                    | Inédit                          |
| « — » signifie qu'aucun classement n'a été atteint ou qu'aucune sortie ne s'est faite dans cette région. |        |                    |                    |                                 |

## Filmographie

### Télé-réalité
| Date de diffusion                 | Chaîne  | Titre                      | # d'Épisodes | Membre(s) | Rôle                  |
| --------------------------------- | ------- | -------------------------- | ------------ | --------- | --------------------- |
| 4 juin 2013–23 juillet 2013       | SBS MTV | Rookie King: Boys Republic | 8            | Tous      | Principal             |
| 29 novembre 2013–20 décembre 2013 | SBS MTV | Eye Camp Expedition        | 4            | Tous      | Principal (avec VIXX) |

## Distinctions
| Année | Titre                                  | Catégorie         | Résultat |
| ----- | -------------------------------------- | ----------------- | -------- |
| 2014  | Asian Model Festival Award             | New Star Award    | Lauréat  |
| 2014  | Annual Korean Entertainment Arts Award | Newcomer Award    | Lauréat  |
| 2014  | Korean Cultural Entertainment Award    | Teen Artist Award | Lauréat  |